# Суперкубок Азербайджану з футболу
Суперку́бок Азербайджа́ну з футбо́лу — колишній одноматчевий турнір, у якому грають володар Кубка Азербайджану та чемпіон попереднього сезону. У випадку, якщо кубок і чемпіонат виграла одна команда, то вона і стає володарем цього трофею. Проводився з 1993 по 1995 роки. Суперкубок Азербайджану було відроджено в 2013 році.

## Фінали
| 1993 | Нефтчі         | 4:1            | Іншаатчі       |                |                |                |                |                |
| 1994 | Карабах        |                |                |                |                |                |                |                |
| 1995 | Нефтчі         | 1:1 п. 10:9    | Туран          |                |                |                |                |                |
| 1996 | Нефтчі         | виграв 2 кубка | виграв 2 кубка |                |                |                |                |                |
| 1998 | Ґянджа         | виграв 2 кубка | виграв 2 кубка | виграв 2 кубка | виграв 2 кубка | виграв 2 кубка | виграв 2 кубка | виграв 2 кубка |
| 2004 | Нефтчі         | виграв 2 кубка | виграв 2 кубка | виграв 2 кубка | виграв 2 кубка | виграв 2 кубка | виграв 2 кубка | виграв 2 кубка |
| 2007 | Хазар-Ланкаран | виграв 2 кубка | виграв 2 кубка | виграв 2 кубка | виграв 2 кубка | виграв 2 кубка | виграв 2 кубка | виграв 2 кубка |
| 2013 | Хазар-Ланкаран | 2:1            | Нефтчі         |                |                |                |                |                |

## Перемоги
| Клуб           | Перемоги |
| Нефтчі         | 4        |
| Хазар-Ланкаран | 2        |
| Карабах        | 1        |
| Ґянджа         | 1        |